# Sandy Creek (hrabstwo Oswego)
Sandy Creek – wieś w Stanach Zjednoczonych, w stanie Nowy Jork, w hrabstwie Oswego.